# اشتروت
اشتروت (به فرانسوی: Struth) یک کمون در کشور  فرانسه با جمعیت ۲۲۶ نفر است که در Canton of La Petite-Pierre واقع شده‌است.